# Macroperipatus insularis
Macroperipatus insularis је животињска врста класе Onychophora која припада реду Onychophora и фамилији Peripatidae. 

## Угроженост
Ова врста се сматра угроженом.

## Распрострањење
Јамајка је једино познато природно станиште врсте.

## Станиште
Врста Macroperipatus insularis има станиште на копну.